# محمود یعقوبی
محمود یعقوبی (زاده ۱۳۲۴، زاهدان) استاد مهندس مکانیک و عضو هیئت علمی دانشگاه شیراز، چهره ماندگار و برگزیده جایزه علمی علامه طباطبایی بنیاد ملی نخبگان در سال ۱۳۹۰ ایران است. وی اولین نیروگاه خورشیدی سهموی ایران (نیروگاه خورشیدی شیراز) را راه اندازی کرده‌است.

## زندگی
محمود یعقوبی در سال ۱۳۲۴ در شهر زاهدان متولد شد. پس از گذراندن تحصیلات ابتدایی و متوسطه در زادگاهش، در سال ۱۳۴۴ رشته مهندسی مکانیک دانشگاه شیراز پذیرفته شد. بعد از کسب مدرک لیسانس و فوق لیسانس مهندسی مکانیک از دانشگاه شیراز و عضویت در هیئت علمی همان دانشگاه، در سال ۱۳۵۴ به آمریکا رفت و سه سال بعد، با اخذ دکترای مهندسی مکانیک از دانشگاه پردو به ایران بازگشت. وی پس از بازگشتش به تدریس در دانشگاه شیراز ادامه داد. او در سال‌های تدریسش به مرتبه دانشیاری و استادی رسید و در همین زمینه ۴ بار به عنوان استاد نمونه و ۷ بار پژوهشگر نمونه دانشگاه شیراز برگزیده شد. از دیگر افتخارات او استاد نمونه کشور از طرف وزارت علوم، تحقیقات و فناوری (۱۳۸۵)، استاد برجسته مهندسی مکانیک توسط انجمن مهندسان مکانیک ایران (سال ۱۳۷۶)، چهره ماندگار (۱۳۸۵) و عضو پیوسته فرهنگستان علوم (۱۳۷۳) است. همچنین در سال ۲۰۱۸ براساس اطلاعات پایگاه استنادی طلایه‌داران علم (ISI-ESI) نامش در فهرست یک‌درصد دانشمندان برتر جهان قرار گرفت. محمود یعقوبی همچنین مدیر مسئول و سردبیر فصلنامه آموزش مهندسی ایران از مجلات فرهنگستان علوم و مدیر مسئول نشریه پژوهشی مهندسی مکانیک ایران (فصلنامه) است که از تاریخ اول دی ۱۳۸۲ موفق به اخذ رتبه علمی معتبر از کمیسیون نشریات علمی ایران شده‌است.

## آثار
یعقوبی مؤلف بیش از ۲۰۰ مقاله و چند کتاب است که از میان آثارش کتاب «تهویه و سرمایش طبیعی در ساختمان‌های سنتی ایران» که اثر مشترک محمود یعقوبی با مهدی بهادری نژاد است؛ در سال ۱۳۸۵ به عنوان کتاب سال جمهوری اسلامی ایران برگزیده شد. وی کتاب دیگری را به نام «اصول انتقال حرارت و جرم به روش جابه‌جایی» تألیف کرده‌است. عناوین برخی مقاله‌های او عبارتست از:
- آموزش مهندسی مکانیک و فناوری‌های نوین
- مسئولیت اخلاق حرفه‌ای در آموزش مهندسی
- بررسی پتانسیل تابش خورشید روی چند گنبد معروف ایران
- بررسی شرایط اقلیمی در تعیین عملکرد فنی و اقتصادی نیروگاه‌های خورشیدی